# Medusa (álbum)
Medusa es el nombre del segundo álbum musical en solitario grabado por la cantautora escocesa Annie Lennox, Fue lanzado al mercado por las compañías discográficas Arista Records y RCA Records en marzo de 1995. Está compuesto por once canciones que originalmente pertenecían a cantantes varones, todas ellas regrabadas por Lennox. El álbum debutó en el puesto número uno de las listas británicas y en el número once en Estados Unidos, permaneciendo sesenta semanas dentro de la lista Billboard 200; fue certificado con disco doble de platino en ambos países y vendió más de cinco millones de copias a nivel mundial.

## Lanzamiento
El álbum produjo cuatro sencillos en el Reino Unido: «No More "I Love You's"» (el cual debutó en el puesto número dos de las listas de aquel país, siendo el debut más alto de la cantante), «A Whiter Shade of Pale», «Waiting in Vain» y «Something So Right».
Fue nominado en la categoría de mejor álbum de pop vocal en los premios Grammy de 1996, perdiendo contra Turbulent Indigo de Joni Mitchell, sin embargo, la canción «No More "I Love You's"» resultó victoriosa en la categoría de mejor interpretación vocal pop femenina. El álbum fue relanzado a finales de 1995 en una edición especial que además contenía un CD de edición limitada con nueve canciones: una de ellas era la versión de estudio de «Something So Right», en donde Paul Simon intervino con su voz y guitarra. Las restantes eran éxitos anteriores de la cantante interpretadas en vivo en un concierto especial en el Central Park de Nueva York, estas eran: «Money Can't Buy It», «Legend in My Living Room», «Why», «Little Bird», «Walking on Broken Glass», y sus éxitos con Eurythmics, «Who's That Girl?», «You Have Placed a Chill in My Heart» and «Here Comes the Rain Again».

## Comentarios de la crítica
Las reseñas profesionales de Medusa fueron mixtas, oscilando entre lo favorable y lo abiertamente hostil. Allmusic indica que los críticos «laceraron» el álbum en su publicación: Trouser Press fue probablemente la más severa en su crítica, caracterizando las interpretaciones de material clásico por parte de Lennox como «obvias», «tímidas» y «deliberadamente incorrectas» (aunque el crítico Ira Robbins elogió la pista «No More "I Love You's"»). 
Rolling Stone dijo: 

Annie Lennox llamó a su debut discográfico Diva de manera popular y justificada, pero es realmente el esfuerzo impuesto en Medusa lo que la convierte en una. Este álbum de versiones, salvajemente desigual, comienza desde un punto muy alto con la maravillosa interpretación de  «No More "I Love You's"», un éxito británico prácticamente desconocido de The Lover Speaks. Por desgracia, Lennox no trabajó la misma magia en canciones que nos son más familiares como: «Take Me to the River» de Al Green y «A Whiter Shade of Pale» de Procol Harum.

## Lista de canciones
| N.º | Título                                                              | Escritor(es)                                           | Intérprete original  | Duración |  |
| 1.  | «No More "I Love You's"»                                            | Joseph Hughes y David Freeman                          | The Lovers Speaks    | 4:51     |  |
| 2.  | «Take Me to the River»                                              | Al Green                                               | Al Green             | 3:31     |  |
| 3.  | «A Whiter Shade of Pale»                                            | Keith Reid, Gary Brooker y Matthew Fisher              | Procol Harum         | 5:17     |  |
| 4.  | «Don't Let It Bring You Down»                                       | Neil Young                                             | Neil Young           | 3:36     |  |
| 5.  | «Train in Vain»                                                     | Mick Jones y Joe Strummer                              | The Clash            | 3:09     |  |
| 6.  | «I Can't Get Next to You»                                           | Norman Whitfield y Barrett Strong                      | The Temptations      |          |  |
| 7.  | «Downtown Lights»                                                   | Paul Buchanan                                          | The Blue Nile        | 6:42     |  |
| 8.  | «Thin Line Between Love and Hate»                                   | Richard Poindexter, Robert Poindexter y Jackie Members | The Persuaders       | 5:53     |  |
| 9.  | «Waiting in Vain»                                                   | Bob Marley                                             | Bob Marley           | 5:40     |  |
| 10. | «Something So Right»                                                | Paul Simon                                             | Paul Simon           | 3:54     |  |
| 11. | «Heaven» (disponible en la edición especial para Japón y Argentina) | Richard Butler y Tim Butler                            | The Psychedelic Furs | 4:58     |  |

| CD adicional de edición limitada - Live in Central Park |                                       |                                   |          |  |
| N.º                                                     | Título                                | Escritor(es)                      | Duración |  |
| 1.                                                      | «Money Can't Buy It»                  | Annie Lennox                      | 4:45     |  |
| 2.                                                      | «Legend in My Living Room»            | Annie Lennox y Peter-John Vettese | 3:48     |  |
| 3.                                                      | «Who's That Girl?»                    | Annie Lennox y David Stewart      | 4:44     |  |
| 4.                                                      | «You Have Placed a Chill in My Heart» | Annie Lennox y David Stewart      | 5:19     |  |
| 5.                                                      | «Little Bird»                         | Annie Lennox                      | 4:01     |  |
| 6.                                                      | «Walking on Broken Glass»             | Annie Lennox                      |          |  |
| 7.                                                      | «Here Comes the Rain Again»           | Annie Lennox y David Stewart      | 5:59     |  |
| 8.                                                      | «Why»                                 | Annie Lennox                      | 5:17     |  |
| 9.                                                      | «Something So Right»                  | Paul Simon                        | 3:50     |  |

## Promoción
Aunque la cantante no realizó ninguna gira en promoción al álbum Medusa, si realizó un único concierto el 8 de septiembre de 1995 en el Central Park de Nueva York. Este fue transmitido por televisión en 1996 con el nombre de Annie Lennox... In the Park , el cual recibió una nominación al premio Emmy en la categoría de «Logro en la elaboración del sonido para un especial de música». Posteriormente, fue relanzado en formato DVD el 12 de diciembre de 2000 con el nombre de Live in Central Park.

### Lista de canciones
| N.º | Título                                | Duración |  |
| 1.  | «Money Can't Buy It»                  |          |  |
| 2.  | «Legend in My Living Room»            |          |  |
| 3.  | «Walking on Broken Glass»             |          |  |
| 4.  | «No More "I Love You's"»              |          |  |
| 5.  | «Who's That Girl?»                    |          |  |
| 6.  | «You Have Placed A Chill In My Heart» |          |  |
| 7.  | «Waiting In Vain»                     |          |  |
| 8.  | «I Love You Like A Ball And Chain»    |          |  |
| 9.  | «Little Bird»                         |          |  |
| 10. | «Sweet Dreams (Are Made Of This)»     |          |  |
| 11. | «Train In Vain»                       |          |  |
| 12. | «Why»                                 |          |  |

| Videos musicales promocionales |                          |                                           |          |  |
| N.º                            | Título                   | Escritor(es)                              | Duración |  |
| 13.                            | «No More "I Love You's"» | Joseph Hughes y David Freeman             | 5:01     |  |
| 14.                            | «A Whiter Shade Of Pale» | Keith Reid, Gary Brooker y Matthew Fisher | 5:19     |  |
| 15.                            | «Waiting In Vain»        | Bob Marley                                | 4:00     |  |
| 16.                            | «Something So Right»     | Paul Simon                                | 3:46     |  |

## Listas de popularidad
| 1995           |                                |    |
| Australia      | Australian Albums Chart        | 5  |
| Austria        | Austrian Albums Chart          | 2  |
| Bélgica        | Belgian Albums Chart (Flandes) | 8  |
| Bélgica        | Belgian Albums Chart (Valonia) | 3  |
| Canadá         | Canadian RPM 100               | 1  |
| Estados Unidos | US Billboard 200               | 11 |
| Noruega        | Norwegian Albums Chart         | 4  |
| Nueva Zelanda  | New Zealand Albums Chart       | 5  |
| Países Bajos   | Dutch Albums Chart             | 7  |
| Reino Unido    | UK Albums Chart                | 1  |
| Suecia         | Swedish Albums Chart           | 4  |
| Suiza          | Swiss Albums Chart             | 6  |

| Predecesor: Greatest Hits de Bruce Springsteen | Sencillo número uno - UK Album Chart 18 de marzo de 1995 - 24 de marzo de 1995   | Sucesor: Elastica de Elastica                |
| Predecesor: Greatest Hits de Bruce Springsteen | Sencillo número uno - Canadian RPM 100 18 de marzo de 1995 - 29 de marzo de 1995 | Sucesor: No Need to Argue de The Cranberries |

### Certificaciones
| Certificaciones de Medusa |                |            |    |           |
| Alemania                  | BVMI           | Oro        | ●  | 100 000   |
| Argentina                 | CAPIF          | Oro        | ●  | 20 000    |
| Austria                   | IFPI — Austria | Oro        | ●  | 10 000    |
| Canadá                    | CRIA           | 2× Platino | 2▲ | 200 000   |
| Estados Unidos            | RIAA           | 2× Platino | 2▲ | 2 000 000 |
| Reino Unido               | BPI            | 2× Platino | 2▲ | 600 000   |
| Suecia                    | IFPI — Suecia  | Oro        | ●  | 5 000     |
| Suiza                     | IFPI — Suiza   | Oro        | ●  | 15 000    |

## Créditos
| - Annie Lennox - Voz principal, teclado y flauta - Stephen Lipson - Guitarra, teclado y bajo, además productor - Martin De Vries - Teclado, además productor - Peter-John Vettese - Teclado - Andy Richards - Teclado - Mathew Cooper - Teclado - Louis Jardim - Bajo y percusión - Tony Pastor - Guitarra | - Dan Gillen, Neil Conti - Batería - Doug Wimbish - Bajo - Judd Lander - Armónica - Mark Feltham - Armónica - Pandit Dinesh - Tablas - Kirampal Singh - Santero - James McNally - Acordeón - Anne Duddley - Orquesta y arreglos en cuerdas. |